# Кирил Цибулка
Кирил Иванов Цибулка е български композитор и автор на филмова музика.

## Биография
Роден е в София на 18 май 1927 г. Родителите му - чехът Иван Цибулка и българката Мара Маринова - са известни музиканти.
Завършва Българската държавна консерватория през 1951 г. със специалност композиция при проф. Парашкев Хаджиев и проф. Панчо Владигеров през 1951 г. Работи в Българска концертна дирекция и Министерството на културата.
Член на СБФД и Съюза на кинодейците в Германия.
Той е автор на музиката към 230 игрални и късометражни филми; на над 160 детски песни, всички отпечатани, много от тях издадени на грамофонни плочи и отличавани с награди; на симфонични, хорови, солови, естрадни песни.
Получава наградата „Златната роза“ за музиката към филма „Веригата“ във Варненския филмов фестивал (1964), Втора награда за музиката към филма „Отвъд синия хоризонт“ и Втора награда за музиката към филма „Тя“ (филм на източногерманската кино-студия ДЕФА) на Лайпцигския филмов фестивал (1970).
Умира на 4 септември 1997 г. в София.

## Частична филмография
- „Денят на владетелите“ (1986)
- „Издирва се...“ (тв, 1984)
- „Кутията на Пандора“ (тв, 1984)
- „Мечтание съм аз...“ (тв, 1984)
- „Златният век“ (11-сер. тв, 1984)
- „24 часа дъжд“ (1982)
- „Една жена на 33“ (1982)
- „Дишай, човече!“ (1981)
- „Бариерата“ (1979)
- „Бумеранг“ (1979)
- „Билет за отиване“ (тв, 1978)
- „Войната на таралежите“ (5-сер. тв, 1978)
- „Всеки ден, всяка нощ“ (1978)
- „Барутен буквар“ (1977)
- „Големият товар“ (2-сер.тв, 1977)
- „Звезди в косите, сълзи в очите“ (1977)
- „Да изядеш ябълката“ (1976)
- Силна вода (1975)
- „Бялата одисея“ (1973)
- „Скорпион срещу Дъга“ (1969)
- „Цар Иван Шишман“ (1969)
- „Гибелта на Александър Велики“ (1968)
- „Процесът“ (1968)
- „Веригата“ (1964)